# Делта ауригиди
Делта ауригиди (δ-Ауригиди) су метеорски рој који је донедавно био повезиван са Септембарским ε-персеидима. Међутим, након детаљнијег проучавања визуелних и видео података и орбиталних елемената, ова два роја су раздвојена. Почев од средњих северних географских ширина, радијант δ-Ауригида је циркумполаран. Матично тело није познато..